# Edwardsina torrentium
Edwardsina torrentium är en tvåvingeart som beskrevs av Peter Zwick 1977. Edwardsina torrentium ingår i släktet Edwardsina och familjen Blephariceridae. Inga underarter finns listade i Catalogue of Life.